# Циммерман, Аполлон Эрнестович
Аполлон Эрнестович Циммерман (29 января (10 февраля) 1825, Москва — 6 (18) июля 1884, Санкт-Петербург) — русский генерал от инфантерии из родов Циммерманов и Давыдовых.

## Биография
Аполлон Эрнестович Циммерман происходит из дворян Лифляндской губернии. Сын полковника Эрнеста Ивановича Циммермана и Софьи Дмитриевны (урождённой Давыдовой).  Поступил на службу в Митавский 14-й гусарский полк. В 1842 году стал юнкером, в 1843 корнетом, а в 1844 поручиком.
Окончил курс в Военной академии. В 1848 году был командирован в Архангельскую и Олонецкую губернии для составления карт.
В 1849 году в чине штабс-капитана участвовал в сражениях против венгерских мятежников под Коморном, селе Киш-Бечкереке (в районе Тимишоары) и Сегедином, за что получил чин капитана.
В 1851 году командирован на Кавказ и был в разных экспедициях в Чечне и Дагестане; отличился в бою под Ахалцихом 14 ноября 1853 года.
В конце 1854 года Циммерман был послан в распоряжение главнокомандующего войсками в Крыму и, назначенный помощником начальника штаба севастопольского гарнизона, участвовал во всех выдающихся делах. 6 (18) июня 1855 получил ранение правой ноги и паховой области в результате разрыва бомбы. По результатам Крымской кампании получил чин полковника.
В 1860 году назначен командующим войсками в Заилийском крае, успешно действовал против кокандцев, разрушил их укрепление Токмак. 4 сентября 1860 года после 5-дневной осады взял Пишпек. За победы над кокандцами получил чин генерал-майора.
В 1862 году был назначен начальником штаба Виленского военного округа. Принимал участие в усмирении польского мятежа. Командовал 4-й пехотной и 2-й гренадерской дивизиями.
В 1868 году получил чин генерал-лейтенанта.
При начале турецкой войны 1877—1878 гг. Циммерман получил в командование 14-й корпус, назначенный для действий на Нижнем Дунае и в Добрудже; отряд его прежде всех других переправился через Дунай в районе Галаца, и затем в течение всей кампании охранял русское левое крыло, демонстрируя против восточного фронта четырёхугольника турецких крепостей. 27 января 1878 года войска генерала Циммермана освободили город Добрич. 
После войны был назначен членом Военного совета.
Похоронен в Санкт-Петербурге на Новодевичьем кладбище.

## Память
Памятник генералу Циммерману находится в городе Добриче В Варне именем генерала назван жилой комплекс. и улица «Генерал Цимерман».
На могильной плите Циммермана в Санкт-Петербурге указаны места, за которые он сражался: Сегедин, Севастополь, Бишкек, Токмак, Малая Чечня, Киш-Бечкерек, Ахалцых, Дагестан, Галац, Базарджик.

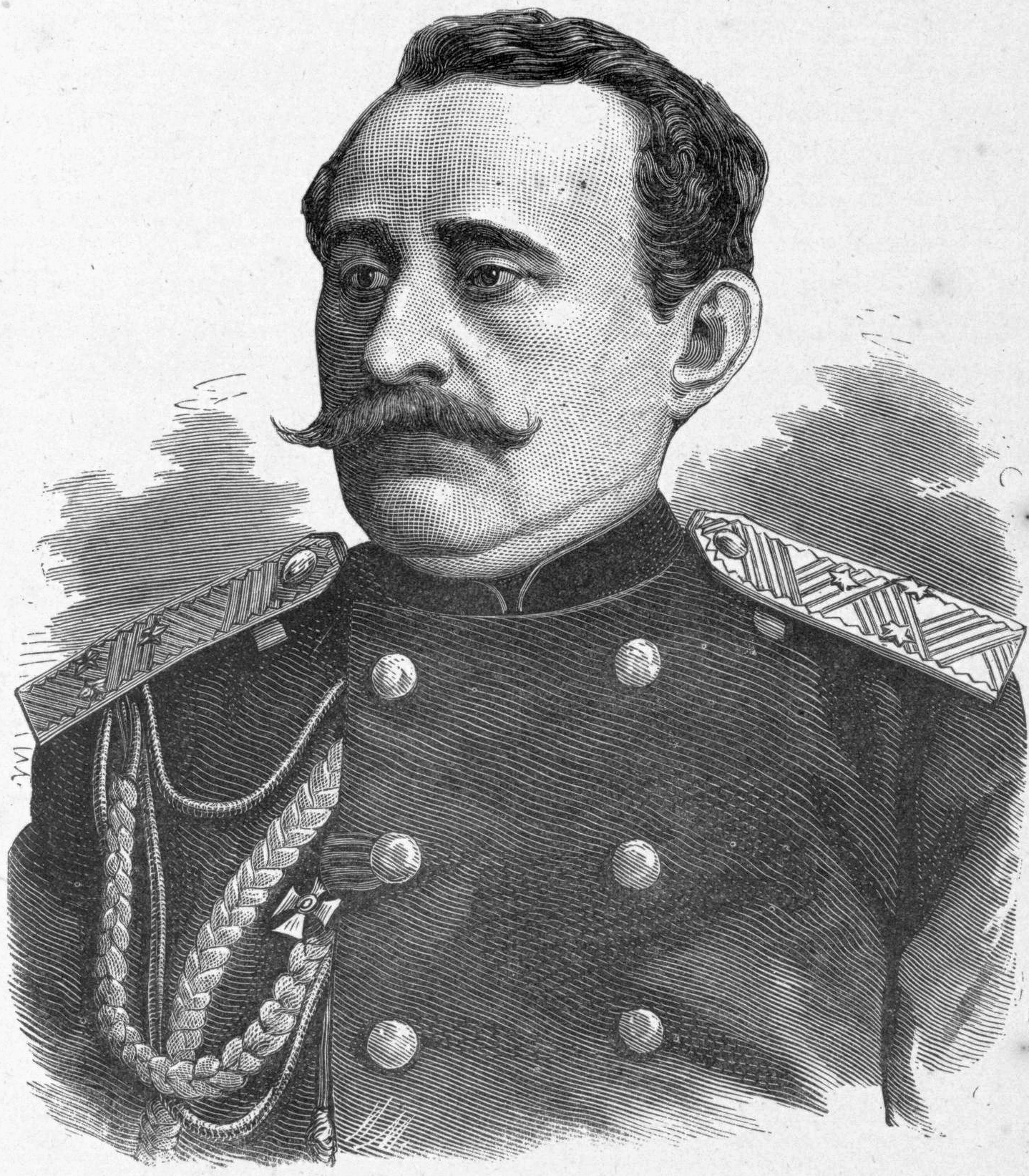
Аполлон Эрнестович Циммерман, 1878 год.
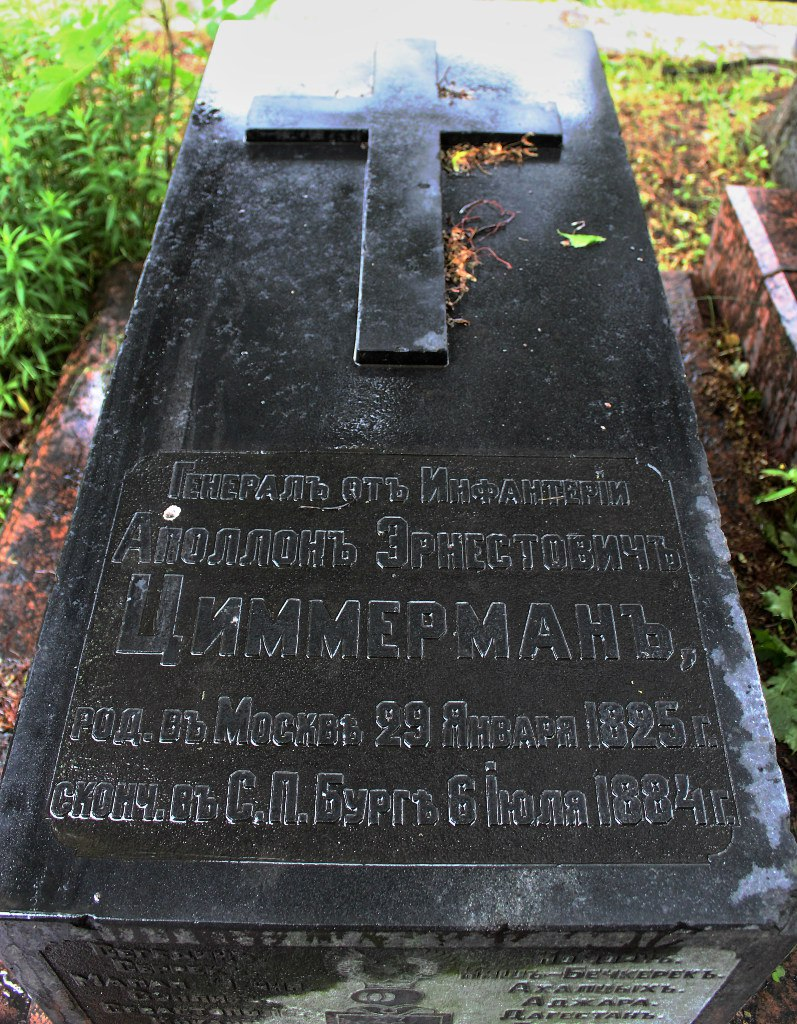
Могильная плита с указанием дат и мест рождения и смерти[2].
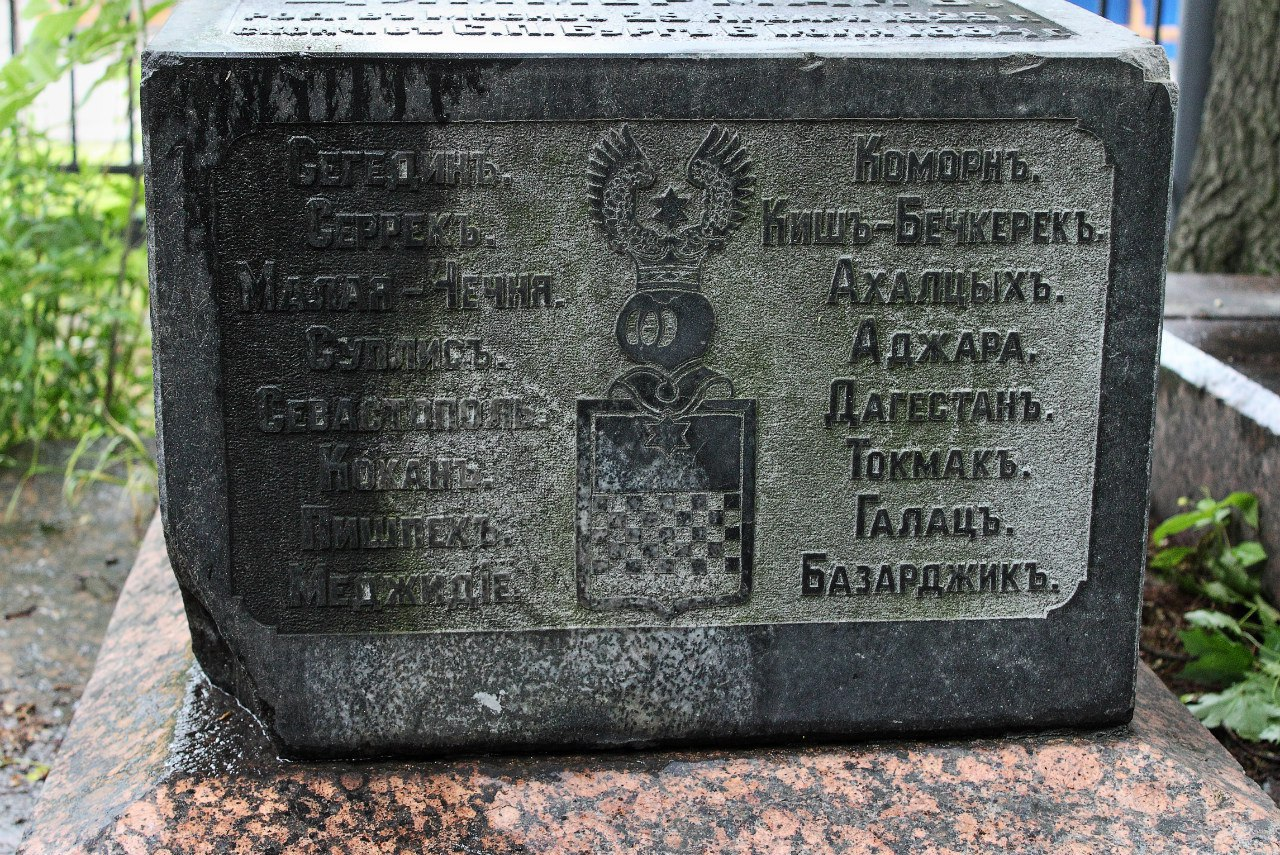
Могила Циммермана в Санкт-Петербурге с указанием мест, за которые он сражался: Сегедин, Севастополь, Бишкек, Токмак, Малая Чечня, Киш-Бечкерек, Ахалцых, Дагестан, Галац, Базарджик[2].
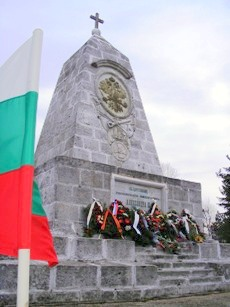
Памятник ген. Циммерману в г. Добрич (Болгария)[1].

## Воспоминания
- А. Э. Циммерман. Воспоминания. Отрывки. Публикация В. В. Кюнтцеля (Лѣтопись Историко-родословнаго общества в Москвѣ, Объёмы 4-5. Выпуск 4-5 (48-49). Москва, 1997. С. 61-68).
- Циммерман А. Э. Из воспоминаний А. Э. Циммермана / Публикации и комментарии Б. Ф. Егорова // Общественная мысль в России XIX века. Л., 1986. С. 229—233. (Труды /АН СССР. Институт истории СССР. Ленинградское отделение; Вып. 16). — В статье: Мемуары о петрашевцах.